# I liga urugwajska w piłce nożnej (1938)
- Mistrz Urugwaju 1938: CA Peñarol
- Wicemistrz Urugwaju 1938: Club Nacional de Football
- Spadek do drugiej ligi: Liverpool Montevideo w barażu obronił się przed spadkiem
- Awans z drugiej ligi: nikt nie awansował, gdyż klub Progreso Montevideo przegrał baraż

Mistrzostwa Urugwaju w roku 1938 były mistrzostwami rozgrywanymi według systemu, w którym wszystkie kluby rozgrywały ze sobą mecze każdy z każdym u siebie i na wyjeździe, a o tytule mistrza i dalszej kolejności decydowała końcowa tabela.

## Primera División

### Kolejka 1
| Mecz                                                   |
| ------------------------------------------------------ |
| CA Peñarol – Liverpool Montevideo 2:0                  |
| River Plate Montevideo – Club Nacional de Football 3:2 |
| Montevideo Wanderers – Racing Montevideo 2:0           |
| Central Montevideo – CA Bella Vista 1:1                |
| Sud América Montevideo – Rampla Juniors 4:2            |

### Kolejka 2
| Mecz                                                 |
| ---------------------------------------------------- |
| Club Nacional de Football – Montevideo Wanderers 2:0 |
| CA Peñarol – Defensor Sporting 3:2                   |
| CA Bella Vista – Sud América Montevideo 5:3          |
| Central Montevideo – Liverpool Montevideo 5:3        |
| Racing Montevideo – Rampla Juniors 2:2               |

### Kolejka 3
| Mecz                                               |
| -------------------------------------------------- |
| CA Peñarol – CA Bella Vista 4:2                    |
| Club Nacional de Football – Central Montevideo 4:2 |
| Sud América Montevideo – Racing Montevideo 3:1     |
| Defensor Sporting – Rampla Juniors 1:1             |
| Liverpool Montevideo – River Plate Montevideo 0:0  |

### Kolejka 4
| Mecz                                           |
| ---------------------------------------------- |
| Club Nacional de Football – Rampla Juniors 6:0 |
| Liverpool Montevideo – Racing Montevideo 1:4   |
| Defensor Sporting – River Plate Montevideo 3:2 |
| Montevideo Wanderers – CA Bella Vista 2:1      |
| CA Peñarol – Sud América Montevideo 6:0        |

### Kolejka 5
| Mecz                                                 |
| ---------------------------------------------------- |
| CA Peñarol – River Plate Montevideo 2:1              |
| Club Nacional de Football – Liverpool Montevideo 3:0 |
| Central Montevideo – Defensor Sporting 5:0           |
| Rampla Juniors – CA Bella Vista 5:0                  |
| Montevideo Wanderers – Sud América Montevideo 3:1    |

### Kolejka 6
| Mecz                                              |
| ------------------------------------------------- |
| Club Nacional de Football – Racing Montevideo 1:0 |
| Montevideo Wanderers – CA Peñarol 2:1             |
| River Plate Montevideo – Rampla Juniors 1:0       |
| Defensor Sporting – Liverpool Montevideo 7:0      |
| Sud América Montevideo – Central Montevideo 1:1   |

### Kolejka 7
| Mecz                                              |
| ------------------------------------------------- |
| CA Peñarol – Central Montevideo 2:2               |
| Club Nacional de Football – CA Bella Vista 4:0    |
| Montevideo Wanderers – Defensor Sporting 0:0      |
| Racing Montevideo – River Plate Montevideo 0:0    |
| Sud América Montevideo – Liverpool Montevideo 2:1 |

### Kolejka 8
| Mecz                                                   |
| ------------------------------------------------------ |
| Club Nacional de Football – Sud América Montevideo 4:1 |
| CA Peñarol – Rampla Juniors 4:2                        |
| Montevideo Wanderers – Central Montevideo 2:0          |
| CA Bella Vista – River Plate Montevideo 0:0            |
| Defensor Sporting – Racing Montevideo 1:1              |

### Kolejka 9
| Mecz                                              |
| ------------------------------------------------- |
| River Plate Montevideo – Montevideo Wanderers 5:1 |
| Rampla Juniors – Liverpool Montevideo 1:1         |
| CA Bella Vista – Defensor Sporting 2:1            |
| Central Montevideo – Racing Montevideo 1:1        |
| CA Peñarol – Club Nacional de Football 3:1        |

### Kolejka 10
| Mecz                                            |
| ----------------------------------------------- |
| Central Montevideo – River Plate Montevideo 2:1 |
| CA Peñarol – Racing Montevideo 3:1              |
| Rampla Juniors – Montevideo Wanderers 2:1       |
| Liverpool Montevideo – CA Bella Vista 1:1       |
| Defensor Sporting – Sud América Montevideo 3:0  |

### Kolejka 11
| Mecz                                                |
| --------------------------------------------------- |
| River Plate Montevideo – Sud América Montevideo 2:0 |
| Club Nacional de Football – Defensor Sporting 4:2   |
| Racing Montevideo – CA Bella Vista 0:0              |
| Montevideo Wanderers – Liverpool Montevideo 5:0     |
| Central Montevideo – Rampla Juniors 2:1             |

### Kolejka 12
| Mecz                                                    |
| ------------------------------------------------------- |
| CA Peñarol – Liverpool Montevideo 2:1                   |
| Club Nacional de Football – River Plate Montevideo 10:0 |
| Racing Montevideo – Montevideo Wanderers 2:1            |
| Central Montevideo – CA Bella Vista 0:0                 |
| Sud América Montevideo – Rampla Juniors 3:3             |

### Kolejka 13
| Mecz                                                 |
| ---------------------------------------------------- |
| Club Nacional de Football – Montevideo Wanderers 3:0 |
| CA Peñarol – Defensor Sporting 2:0                   |
| CA Bella Vista – Sud América Montevideo 1:1          |
| Central Montevideo – Liverpool Montevideo 2:2        |
| Rampla Juniors – Racing Montevideo 2:0               |

### Kolejka 14
| Mecz                                               |
| -------------------------------------------------- |
| CA Peñarol – CA Bella Vista 1:0                    |
| Club Nacional de Football – Central Montevideo 2:0 |
| Sud América Montevideo – Racing Montevideo 4:2     |
| Defensor Sporting – Rampla Juniors 4:1             |
| River Plate Montevideo – Liverpool Montevideo 3:1  |

### Kolejka 15
| Mecz                                           |
| ---------------------------------------------- |
| Club Nacional de Football – Rampla Juniors 3:0 |
| Racing Montevideo – Liverpool Montevideo 2:0   |
| Defensor Sporting – River Plate Montevideo 1:1 |
| CA Bella Vista – Montevideo Wanderers 1:0      |
| CA Peñarol – Sud América Montevideo 6:1        |

### Kolejka 16
| Mecz                                                 |
| ---------------------------------------------------- |
| CA Peñarol – River Plate Montevideo 7:0              |
| Club Nacional de Football – Liverpool Montevideo 2:1 |
| Central Montevideo – Defensor Sporting 3:2           |
| Rampla Juniors – CA Bella Vista 1:1                  |
| Montevideo Wanderers – Sud América Montevideo 3:2    |

### Kolejka 17
| Mecz                                              |
| ------------------------------------------------- |
| Racing Montevideo – Club Nacional de Football 2:1 |
| Montevideo Wanderers – CA Peñarol 2:2             |
| River Plate Montevideo – Rampla Juniors 1:1       |
| Liverpool Montevideo – Defensor Sporting 3:1      |
| Central Montevideo – Sud América Montevideo 4:1   |

### Kolejka 18
| Mecz                                              |
| ------------------------------------------------- |
| CA Peñarol – Central Montevideo 2:1               |
| Club Nacional de Football – CA Bella Vista 1:1    |
| Montevideo Wanderers – Defensor Sporting 1:1      |
| Racing Montevideo – River Plate Montevideo 1:1    |
| Sud América Montevideo – Liverpool Montevideo 2:0 |

### Kolejka 19
| Mecz                                                   |
| ------------------------------------------------------ |
| Club Nacional de Football – Sud América Montevideo 2:2 |
| CA Peñarol – Rampla Juniors 5:2                        |
| Central Montevideo – Montevideo Wanderers 1:0          |
| CA Bella Vista – River Plate Montevideo 2:1            |
| Defensor Sporting – Racing Montevideo 2:2              |

### Kolejka 20
| Mecz                                              |
| ------------------------------------------------- |
| River Plate Montevideo – Montevideo Wanderers 1:1 |
| Rampla Juniors – Liverpool Montevideo 0:0         |
| Defensor Sporting – CA Bella Vista 3:2            |
| Central Montevideo – Racing Montevideo 0:0        |
| Club Nacional de Football – CA Peñarol 2:1        |

### Kolejka 21
| Mecz                                            |
| ----------------------------------------------- |
| Central Montevideo – River Plate Montevideo 2:0 |
| CA Peñarol – Racing Montevideo 4:2              |
| Montevideo Wanderers – Rampla Juniors 4:1       |
| CA Bella Vista – Liverpool Montevideo 3:1       |
| Defensor Sporting – Sud América Montevideo 1:0  |

### Kolejka 22
| Mecz                                                |
| --------------------------------------------------- |
| River Plate Montevideo – Sud América Montevideo 4:1 |
| Club Nacional de Football – Defensor Sporting 2:2   |
| CA Bella Vista – Racing Montevideo 1:0              |
| Montevideo Wanderers – Liverpool Montevideo 5:1     |
| Central Montevideo – Rampla Juniors 2:1             |

### Końcowa tabela sezonu 1938
| Poz | Klub                      | Mecze | Zw | Rem | Por | Pkt | BrZd | BrStr |
| --- | ------------------------- | ----- | -- | --- | --- | --- | ---- | ----- |
| 1   | CA Peñarol                | 20    | 16 | 2   | 2   | 34  | 62   | 24    |
| 2   | Club Nacional de Football | 20    | 14 | 3   | 3   | 31  | 59   | 20    |
| 3   | Central Montevideo        | 20    | 9  | 7   | 4   | 25  | 36   | 26    |
| 4   | Montevideo Wanderers      | 20    | 9  | 4   | 7   | 22  | 35   | 27    |
| 5   | CA Bella Vista            | 20    | 6  | 8   | 6   | 20  | 24   | 30    |
| 6   | Defensor Sporting         | 20    | 6  | 7   | 7   | 19  | 37   | 35    |
| 7   | River Plate Montevideo    | 20    | 6  | 7   | 7   | 19  | 27   | 37    |
| 8   | Racing Montevideo         | 20    | 4  | 8   | 8   | 16  | 23   | 30    |
| 9   | Sud América Montevideo    | 20    | 5  | 4   | 11  | 14  | 32   | 54    |
| 10  | Rampla Juniors            | 20    | 3  | 7   | 10  | 13  | 28   | 45    |
| 11  | Liverpool Montevideo      | 20    | 1  | 5   | 14  | 7   | 17   | 52    |

### Baraż o utrzymanie się w pierwszej lidze
Rozegrano trzy mecze, gdyż liczyły się tylko punkty, a nie bramki.
| Mecz                                           |
| ---------------------------------------------- |
| Liverpool Montevideo – Progreso Montevideo 3:1 |
| Progreso Montevideo – Liverpool Montevideo 3:2 |
| Liverpool Montevideo – Progreso Montevideo 2:1 |

Liverpool Montevideo pozostał w pierwszej lidze, a Progreso Montevideo w drugiej.

### Klasyfikacja strzelców bramek
| Gole | Piłkarz       | Klub                      |
| ---- | ------------- | ------------------------- |
| 20   | Atilio García | Club Nacional de Football |